# 14037 Takakikasahara
14037 Takakikasahara este o planetă minoră (asteroid), cu un diametru de 12,857 km, din centura de asteroizi. A fost descoperită pe 5 martie 1995 la Mount Nyūkasa⁠(d) de Masanori Hirasawa⁠(d). 
Obiectul prezintă o orbită caracterizată de o semiaxă mare de 2,8473173 UAi, o excentricitate de 0,07, o înclinație de 9,53654 ° în raport cu ecliptica.